# Arzacq
Pour les articles homonymes, voir Arzacq.
Arzacq est une ancienne commune française du département des Pyrénées-Atlantiques. Le 7 septembre 1845, la commune fusionne avec Arraziguet pour former la nouvelle commune d'Arzacq-Arraziguet.

## Géographie
Situé au nord-est du département et du Béarn, Le village est frontalier avec les Landes.

## Toponymie
Le toponyme Arzacq apparaît sous la forme 
Lo marcat d'Arsac (1542, réformation de Béarn), marché auquel on venait de la Soule et le Basse-Navarre.
Son nom béarnais est Arsac.

## Démographie
| 1793 | 1800 | 1806  | 1821  | 1831 | 1836 |
| ---- | ---- | ----- | ----- | ---- | ---- |
| 810  | 741  | 1 100 | 1 004 | 976  | 957  |

## Pour approfondir